# Вала Корвейский
Вала́ Корве́йский (Вала Достопочтенный; лат. Wala venerabilis, фр. Wala или Walacho; около 772 года — 31 августа 836 года, аббатство Боббио) — франкский аббат (Корби и Корвея с 826 по 831 год и Боббио с 834 по 836 год), живший в эпоху Каролингов.
Сын Бернара, одного из сыновей Карла Мартелла. Близкий родственник Карла Великого, он подстрекал к восстанию Лотаря I и содействовал низложению императора Людовика Благочестивого в 833 году.
Римско-католической церковью причислен к лику святых в сане преподобного (день памяти — 31 августа).

## Карьера
Воспитанный и возведённый Карлом Великим в звание дворцового графа, он внезапно оставил королевский двор и, вступив в монашество, был избран аббатом Корвейским, после своего брата Адальгарда. Из монастырской кельи не переставал оказывать влияние при дворе, пользуясь уважением за свои таланты и добродетели.
После смерти Карла Великого опасались, что общественное спокойствие нарушат распри средь вельмож; но аббат Корвейский положил конец всем беспокойствам, присягнув на верность новому императору Людовику I Благочестивому. Был назначен воспитателем его юного сына Лотаря I. Привязанность Валы к Людовику не мешала ему порицать слабости императора. Аббат содействовал снижению уважения Лотаря к своему родителю, и возбудил преступное честолюбие в воспитаннике-принце.
Также участвовал в Ротфельдском заговоре, по которому, в сообществе с Пасхазием Радбертом, заставил папу римского Григория IV подписать известный ответ епископам, примечательный тем, что в нём впервые было отражено стремление духовной власти к первенству над светской.
Людовик, получив опять корону, предлагал ему прощение, если тот сознается в вине, но Вала отверг милость и был отправлен в заточение. Однако наказание не препятствовало ему действовать в новых, вскоре возникших смутах, и он принимал деятельное участие в октябре 833 года в совещаниях Компьенского сейма, где император был лишён престола. Когда Людовик в третий раз вступил в правление, Вала счёл благоразумным искать убежища у Лотаря; оттуда он вскоре удалился в аббатство Боббио, где, заболев, умер 31 августа 836 года.